# 1617 az irodalomban
Az 1617. év az irodalomban.

## Születések
- április 27. – Sámbár Mátyás a teológia doktora, jezsuita áldozópap és hittérítő, a barokk hitvitázó irodalom képviselője  († 1685)
- július 31. – Nicolás Antonio spanyol bibliográfus († 1684)

## Halálozások
- szeptember 25. – Francisco Suárez spanyol katolikus teológus és filozófus, jezsuita szerzetes (* 1548)